# Kotooshu Katsunori
Kotooshu Katsunori, 琴欧洲勝紀, nome di battaglia di Kaloyan Mahlyanov Stefanov (Veliko Tărnovo, 19 febbraio 1983), è un lottatore di sumo bulgaro.
Ex lottatore di lotta greco-romana allenato dal padre, ottenne ottimi risultati in questa disciplina vincendo un campionato europeo e partecipando alle Olimpiadi del 2000.

## Biografia

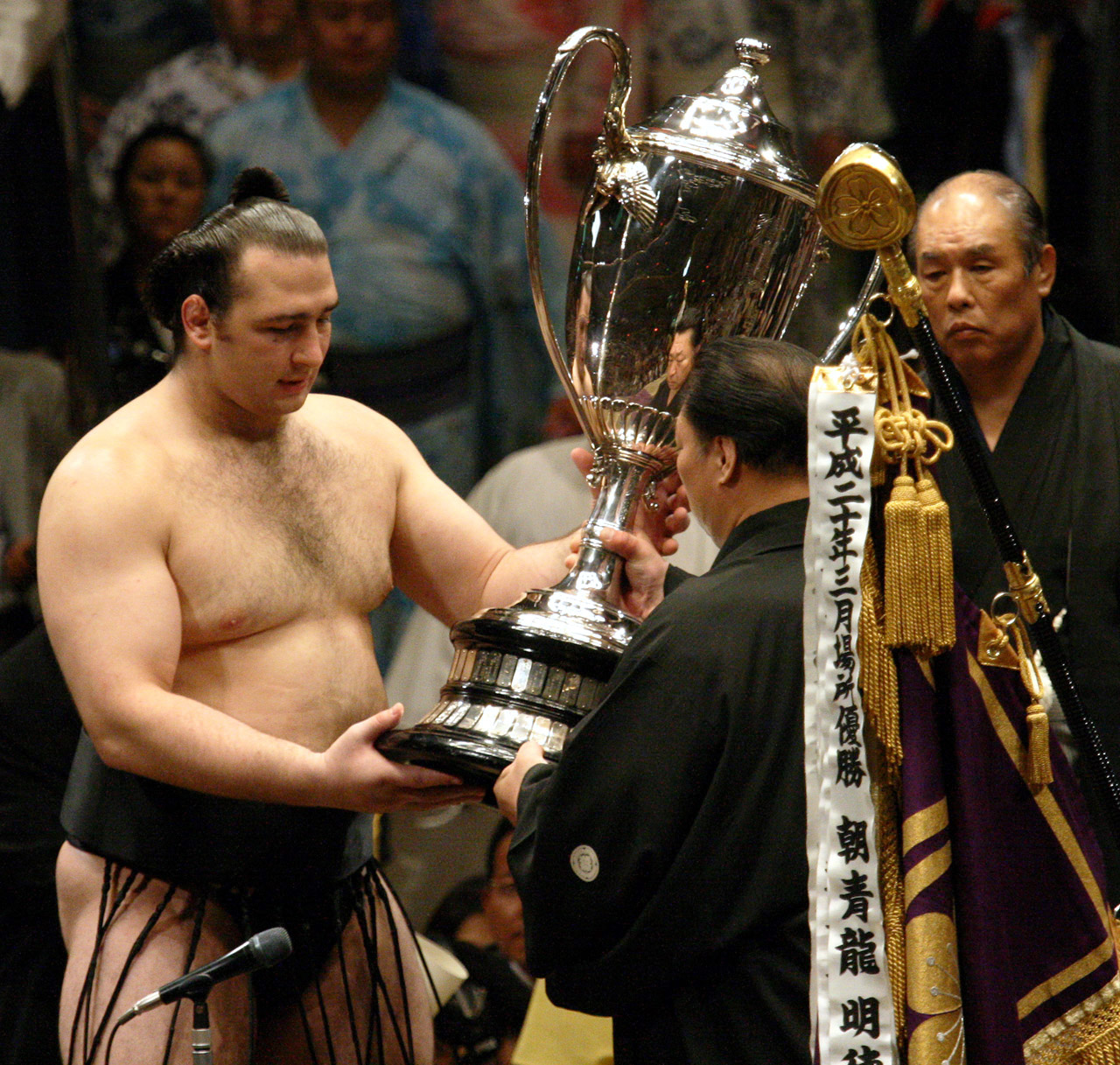
Kotooshu mentre riceve la coppa dell'imperatore nel maggio del 2008.

Nel 2002, il suo peso diventò oltre categoria (144 kg per un'altezza di 203 cm) ragion per cui decise di tentare l'avventura nipponica, iniziando la sua carriera da professionista del Sumo nel novembre del 2002 data a partire dalla quale ha vinto quattro tornei con quattro promozioni consecutive dalle categorie inferiori del sumo fino alla categoria massima (Makuuchi). Nel 2005 il suo peso era divenuto ormai di 143 kg, tuttavia assai inferiore a quello di molti altri Sekitori (cioè i professionisti del Sumo, appartenenti alle categorie Makuuchi e Juryo).
Nel 2005 destarono grande sensazione due ottimi tornei consecutivi (luglio e settembre) con due ottimi punteggi, rispettivamente di 12 vittorie e 3 sconfitte e 13 vittorie e 2 sconfitte. Nel torneo settembrino di Tokyo, quando occupava il rango di Sekiwake, andò persino vicinissimo alla vittoria e venendo sconfitto per due volte solo dallo Yokozuna Asashoryu durante lo svolgimento regolare del torneo e nel Kettei-Sen (spareggio finale).
Gli ottimi risultati del 2005 gli hanno permesso, primo europeo e sesto non giapponese nella storia di questa disciplina, di raggiungere il titolo di Ozeki (cioè "Campione", titolo inferiore soltanto a quello di Yokozuna). In questo è stato uno dei soli nove non-giapponesi ad aver ottenuto tale livello (gli altri sono: Konishiki, Akebono e Musashimaru dalle Hawaii; Asashōryū, Hakuhō, Harumafuji e Kakuryū dalla Mongolia; Baruto Kaito dall'Estonia)
Nei successivi due anni Kotooshu, pur sempre considerato il miglior combattente di Sumo d'Europa, è andato incontro a una forte crisi tecnica e psicologica, con tanto di risultati mediocri ed un paio di ritiri a torneo in corso (Kyujo) rischiando una retrocessione da Ozeki a Sekiwake.
Tuttavia, contro ogni pronostico, nel torneo disputatosi nel maggio 2008 Kotooshu è riuscito a vincere la celeberrima Coppa dell'Imperatore (cioè lo Yusho: il trofeo vinto al termine di ogni torneo ufficiale) con un eccellente record di 14 vittorie ed una sola sconfitta (contro l'ostico Aminishiki, suo avversario storico). Di grande spicco le due vittorie ottenute contro entrambi gli Yokozuna mongoli, cioè l'esperto e guizzante Asashoryu ed il giovane e potente Hakuho. Oltre ad una rinnovata brillantezza nell`azione sul Dohyo, tornata ai livelli del 2005, per l'occasione sicuramente gli giovò un aumento di peso di circa 10 kg, cosa che gli ha permesso una maggiore continuità nell`azione di spinta su avversari più bassi ma solitamente più pesanti di lui.
Con questo trionfo Kotooshu è entrato nella storia essendo il primo uomo di etnia bianca caucasica a riuscire in tale impresa. È datata 14 febbraio 2010, infine, la sua cerimonia di nozze con la giapponese Asako Ando.